# 托尼·埃弗斯
托尼·埃弗斯（Tony Steven Evers，1951年11月5日—），美国民主黨籍政治人物，第46任威斯康星州州长
。

## 外部連結
- Governor Tony Evers （页面存档备份，存于） official government website
- Tony for Wisconsin （页面存档备份，存于） campaign website
- C-SPAN內的頁面（英文）
- 中的“托尼·埃弗斯”

- 智慧投票计划中的傳記、投票紀錄及利益集團評級